# Charlie Dickson
Charlie Dickson (Dunbar, 1935 - Dunbar, 18 de octubre de 2013) fue un futbolista británico que jugaba en la posición de delantero.

## Biografía
Charlie Dickson debutó como futbolista profesional con el Penicuik Athletic FC. En 1954 fichó por el Dunfermline AFC. Permaneció en el club un total de diez temporadas, en las que marcó 215 goles en 340 partidos jugados y llegando a ganar la Copa de Escocia en 1961. Ya en 1964 fichó por el Queen of the South FC, donde permaneció hasta 1966, año en el que se retiró como futbolista.
Charlie Dickson falleció el 18 de octubre de 2013 en un hospital de Dunbar tras sufrir una corta enfermedad.

## Clubes
| Club                  | País    | Año         | Partidos | Goles |
| --------------------- | ------- | ----------- | -------- | ----- |
| Penicuik Athletic FC  | Escocia | ¿? - 1954   | ¿?       | ¿?    |
| Dunfermline AFC       | Escocia | 1954 - 1964 | 340      | 215   |
| Queen of the South FC | Escocia | 1964 - 1966 | 35       | 21    |

## Palmarés
Dunfermline AFC
- Copa de Escocia: 1961